# Лассад Нуїуї
Лассад Нуїуї (араб. لسعد النويوي, *нар. 8 березня 1986, Марсель) — туніський футболіст, нападник клубу «Клуб Африкен» та національної збірної Тунісу.

## Клубна кар'єра
Народився 8 березня 1986 року у Франції, в місті Марсель. 
У дорослому футболі дебютував 2004 року виступами за команду клубу «Аяччо», в якій провів два сезони.
Протягом 2006—2008 років захищав кольори команди клубу «Шатору».
Привернув увагу представників тренерського штабу клубу «Депортіво», до складу якого приєднався 2008 року. Відіграв за клуб з Ла-Коруньї наступні три сезони своєї ігрової кар'єри. Більшість часу, проведеного у складі «Депортіво», був основним гравцем атакувальної ланки команди.
До складу клубу «Селтік» приєднався 2012 року. Наприкінці сезону 2012/13 залишив команду з Глазго, провівши у її складі лише 19 матчів в різних турнірах. Майже півроку лишався без роботи, аж доки на початку грудня 2013 року не став гравцем португальської «Ароуки», за яку до кінця сезону відіграв 15 офіційних ігор, вклюяаючи одну кубкову.
Згодом знову був без роботи, цього разу майже рік, після чого у травні-червні виступав за японський клуб «Токіо», у складі якого лише двічі виходив на поле.
У вересні 2015 року став гравцем туніського «Клуб Африкен».

## Виступи за збірну
У 2009 році дебютував в офіційних матчах у складі національної збірної своєї історичної батьківщини, збірної Тунісу. Наразі провів у формі головної команди країни 3 матчі.